# Naples (Texas)
Naples è un comune (town) degli Stati Uniti d'America della contea di Morris nello Stato del Texas. La popolazione era di 1.378 abitanti al censimento del 2010.

## Geografia fisica
Naples è situata a 33°12′11″N 94°40′44″W (33.202983, -94.679006).
Secondo lo United States Census Bureau, la città ha una superficie totale di 6,18 km², dei quali 6,13 km² di territorio e 0,05 km² di acque interne (0,75% del totale).

## Società

### Evoluzione demografica
Secondo il censimento del 2010, la popolazione era di 1.378 abitanti.

### Etnie e minoranze straniere
Secondo il censimento del 2010, la composizione etnica della città era formata dal 65,67% di bianchi, il 28,74% di afroamericani, lo 0,94% di nativi americani, lo 0% di asiatici, lo 0% di oceanici, il 2,18% di altre razze, e il 2,47% di due o più etnie. Ispanici o latinos di qualunque razza erano il 4,64% della popolazione.